# Знеполе
Знèполе (на местния говор: Знèполье) е историко-географска област в Западна България и Източна Сърбия, част от природногеографската област Краище, обхващаща изцяло Трънската котловина. Административно българската част се намира в община Трън на област Перник, а сръбската в община Сурдулица на Пчински окръг.

## География

### Разположение, големина
Котловината е разположена по долината на река Ерма между планините Рудина, Милославска и Руй на север, Ездимирска и Стража на изток, Люляк (Люцкан планина), Лешниковска и Боховска на юг. Дължината ѝ от запад на изток е около 20 km, а ширината около 3,5 km. Площ 55 km2 Най-високата част на котловината е източно от с. Туроковци, където е и връх Шимишин дел, 1033 м.
Средната надморска височина на Знеполе е около 700 метра. Най-ниската му част (685 м н. в.), е там, където река Ерма напуска Трън и навлиза в село Ломница.
Река Ерма има две основни начала: едното започва от Власинската планина, а другото - от планината Микулица между селата Кастрошовци и Къшле. Над село Стрезимировци двата притока се съединяват и Ерма преминава през средата на Знеполе. Дължината на Ерма през котловината е около 25 км. При село Суково тя се влива в р. Нишава.
Преди много години по течението на реката е имало обикновени за времето воденици с един или два камъка, както и тепавици... Следи от тях се срещат все още по бреговете на реката.
За хората от Трънско и най-вече за Знеполе Константин Иречек говори "Тукашното население прави изобщо симпатично впечатление. Те са хора добре израснали; с жив дух, с хубави носии, към чужденеца приветливи и при всичката сиромашия гостоприемни. По пътя поздравяват кратко: Бог. Жените носят сурови кожуси без ръкави, с вълната отвътре, черни дрехи със златни нашивки по полите е гърдите и сини индигови или червени алкърмъсови пояси; виждат се и тежки сребърни пояси. Момичетата носят на кърпата, която според всеобщия в тази покрайнина обичай е завързана под коцака, цветя, главно червени латинки, отглеждани по градините... И по-старите жени имат обли, угледни лица... Хубави женски типове от романски характер... Беднотията на покрайнината принуждава трънчани да търсят поминък в чужбина. Ходят на работа в Сърбия, Румъния, Ломско и София повечето като дюлгери, дърводелци, грънчари или просто надничари. "

## Етнография
За историческото минало за селата около Знеполе се знае много малко. Селища по тези места е имало от най-дълбока древност - още през новокаменната епоха (Неолита). Това показват артефакти: намерени каменни сечива от едно време (чукове, глета, брадви...).
В основата на най-старата производствена дейност по селата разположени край Знеполе е земеделието. Обработката на земята е била по най-примитивен начин - с дървено рало и разни старобитни сечива. Всяко семейство е отглеждало волове, крави, овце, кози за мляко, вълна, месо и кожа.
В помощ на бедното земеделско производство за поминъка на населението идват и други стопански дейности - пчеларство, лов, градини, овощни градини, дюлгерство, железарство, воденичарство, каруцарство, обработка на вълна.
Отглеждали се житни растения - пшеница, ръж, ечемик, овес, царевица, картофи.

### Релеф, геоложки строеж
Оградните склонове на котловината на запад са стръмни, резки, с разседен произход, а на изток са полегати. Котловинното дъно е разположено на 700 – 800 m н. в. Околните ѝ склонове са изградени от гнайси, амфиболити, шисти, филити, пясъчници и варовици, а котловинното дъно – от плиоценски и кватернерни утайки. Образувала се е в резултат от тектонско потъване през плиоцена и кватернера. По северната ѝ периферията широко разпространение имат наносните конуси. В Знеполе има каменна кариера до пътя за село Лешниковци, която се е използвала в миналото.

### Климат и води
Котловината има остър умереноконтинентален климат с чести температурни инверсии през студените зимни месеци. В град Трън през януари 1947 г. е измерена най-ниската температура в България -38,3 °C. Средна годишна температура 8,4 °C, средна януарска -2,8 °C, средна юлска 17,8 °C. Средна годишна валежна сума 582 mm.
Трънско-Знеполската покрайнина е богата от извори, които дават началото на много потоци. Най-големият и важен водоизточник в котловината е река Ерма, която събира водите си от планините. Дължината на река Ерма, от изворите до устието при река Нишава, има площ 747 кв. км, от които 582 кв. км са в българска територия.

### Почви, флора
Преобладаващите почви са алувиалните до долината на Ерма и притоците ѝ и канелени горски в останалата част. Склоновете ѝ са залесени със смесени и широколистни гори. По околните склонове растат диворастящи гъби и билки.
Има благоприятни условия за отглеждане на зърнени култури, картофи, овощия и зеленчуци, но през последните години поради силното обезлюдяване този поминък на населението е почти изоставен.

## Селища
Център на областта е град Трън, България, а в българската част на котловината са разположени още 26 малки селца: Берайнци, Бохова, Бусинци, Велиново, Вукан, Главановци, Глоговица, Джинчовци, Ездимирци, Забел, Зелениград, Костуринци, Лешниковци, Милославци, Мрамор, Насалевци, Радово, Рани луг, Реяновци, Слишовци, Стайчовци, българската част на Стрезимировци, Студен извор, Туроковци, Цегриловци, и Ярловци.
В сръбската част на областта има седем села: Грознатовци, Драинци, Клисура, Кострошевци, Паля, сръбската част на Стрезимировци и Сухи дол, всички от община Сурдулица.

## Транспорт
През котловината преминават участъци от два шосейни пътя от Държавната пътна мрежа:
- от изток на запад, по цялата ѝ дължина, на протежение от 20 km: участък от второкласен Републикански път II-63: Перник – Брезник – Трън – Главановци - Слишовци - ГКПП „Стрезимировци“.
- от север на юг, от град Трън до село Мрамор, на протежение от 8 км: началният участък от третокласен Републикански път III-637: Трън – Трекляно – Драговищица. Участъкът от пътя между селата Пенкьовци и Трекляно не е настлан и представлява полски (горски) път.
- над Знеполе и територията на България от Юг към Северозапад преминава въздушен коридор на международни авиолинии, които отиват в Сърбия и Западна Европа. За преминаването през този въздушен коридор се заплаща такса на България.

## Език
Местното население в Знеполе говори т.н. трънски говор, който има лексикални различия с книжовния език. Членът за мъжки род е -ът и има запазен агломеративен падеж: Я бех у градинуту. Трънски речник вж. тук Архив на оригинала от 2013-11-02 в Wayback Machine.

## Топографска карта
- Лист от карта K-34-45. Мащаб: 1 : 100 000.
- Лист от карта K-34-46. Мащаб: 1 : 100 000.